# Kyocera
A Kyocera Corporation (京セラ株式会社, Kyōsera Kabushiki-gaisha) é uma empresa multinacional que produz componentes eletrônicos, cerâmicas e células fotovoltaicas de energia  desde 1959 do Japão. Sua sede está na cidade de Quioto e possui sete subdivisões.

## História
O produto original da Kyocera era um isolador de cerâmica conhecido como "kelcima" para uso em tubos de imagem de televisão. A empresa rapidamente adaptou suas tecnologias para produzir uma gama crescente de componentes cerâmicos para aplicações eletrônicas e estruturais.
A empresa adquiriu tecnologias de fabricação de equipamentos eletrônicos e de comunicação por rádio em 1979, através de um investimento na Cybernet Electronics Corporation, que foi incorporada à Kyocera em 1982. Logo depois, a Kyocera lançou um dos primeiros laptops portáteis movidos a bateria, vendidos nos EUA como o Tandy Model 100, com tela LCD e capacidade de transferência de dados por modem por telefone.
Na década de 1980, a Kyocera comercializou componentes de áudio, como CD players, receptores, toca-discos e decks de cassetes. Em 1989, a Kyocera adquiriu a Elco Corporation, fabricante de conectores eletrônicos. Em 1990, as operações globais da Kyocera se expandiram significativamente com a adição da AVX Corporation.
em 2000, a Kyocera adquiriu as operações de fabricação de telefones celulares da Qualcomm Incorporated para formar a Kyocera Wireless Corp. Em 2003, a Kyocera Wireless Corp. estabeleceu a Kyocera Wireless India (KWI), uma subsidiária de telefonia móvel em Bangalore. A KWI estabeleceu alianças com vários players líderes no fornecimento de serviços CDMA na Índia.Em 2008, a Kyocera adquiriu a Sanyo Mobile, a divisão de telefonia móvel da Sanyo Electric Co., Ltd., e suas operações associadas no Japão, Estados Unidos e Canadá.
Em março de 2010, a Kyocera lançou seu primeiro Smartphone (Zio) desde 2001, depois de se concentrar em telefones de menor custo. Em junho de 2010, a Kyocera adquiriu parte dos negócios de design e fabricação de telas de cristal líquido (TFT) de transistor de película fina (TFT) da subsidiária da Sony Corporation, Sony Mobile Display Corporation.

### No Brasil
Anunciou em 2005 um acordo para deter o naming rights do Estádio Joaquim Américo Guimarães, passando a chamá-lo de Kyocera Arena. Em 2008, o acordo foi rescindido de forma unilateral pelo Atlético Paranaense por expectativas de um acordo mais lucrativo visando a candidatura da cidade de Curitiba para a Copa do Mundo FIFA de 2014.